# 象图乡
象图乡，是中华人民共和国云南省大理白族自治州剑川县下辖的一个乡镇级行政单位。

## 行政区划
象图乡下辖以下地区：
象图村、江头村、下登村、丰登村和沽泥盆村。